# Catonephele salacia
Catonephele salacia är en fjärilsart som beskrevs av William Chapman Hewitson 1852. Catonephele salacia ingår i släktet Catonephele och familjen praktfjärilar. Inga underarter finns listade i Catalogue of Life.

## Bildgalleri

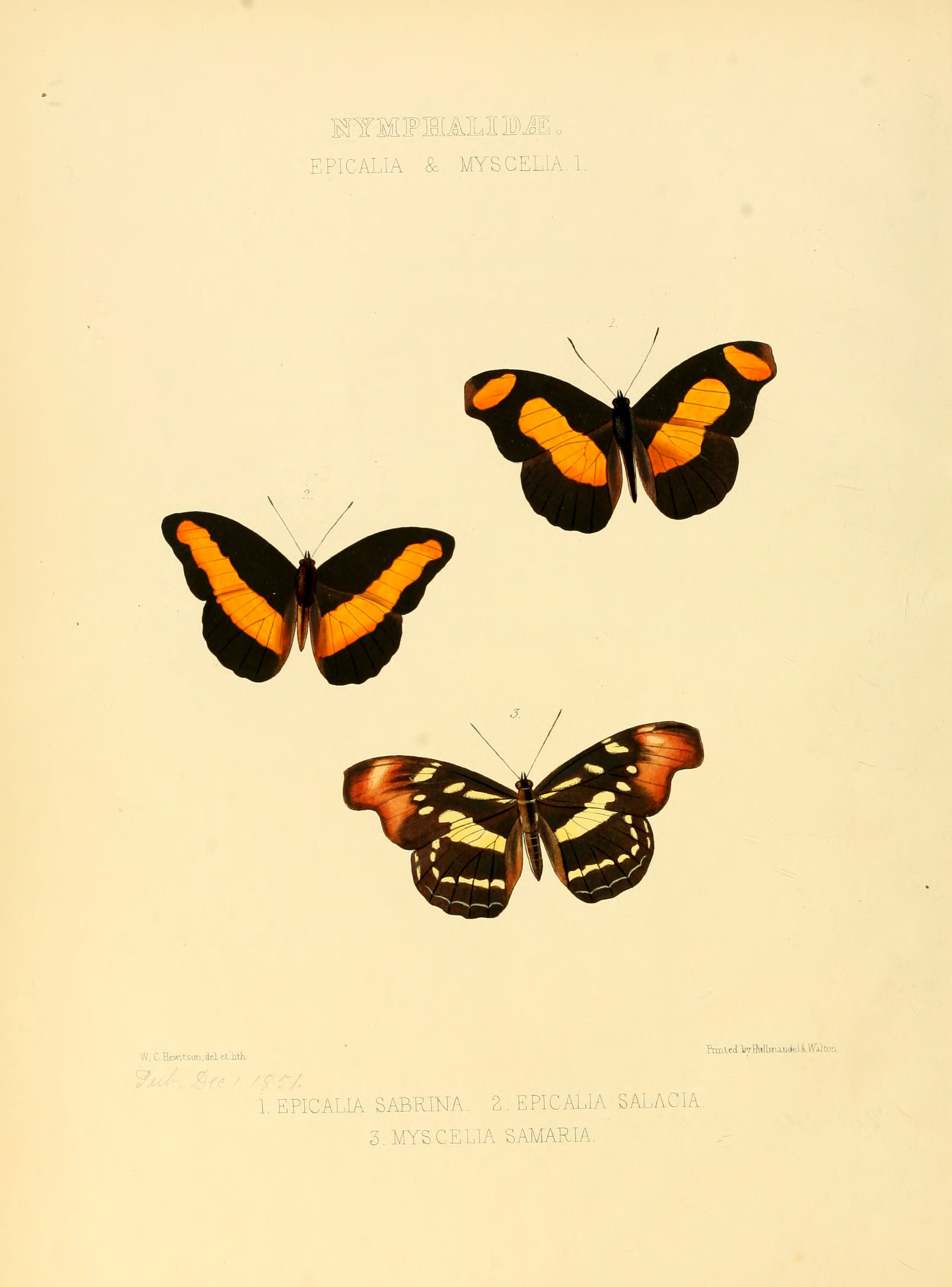
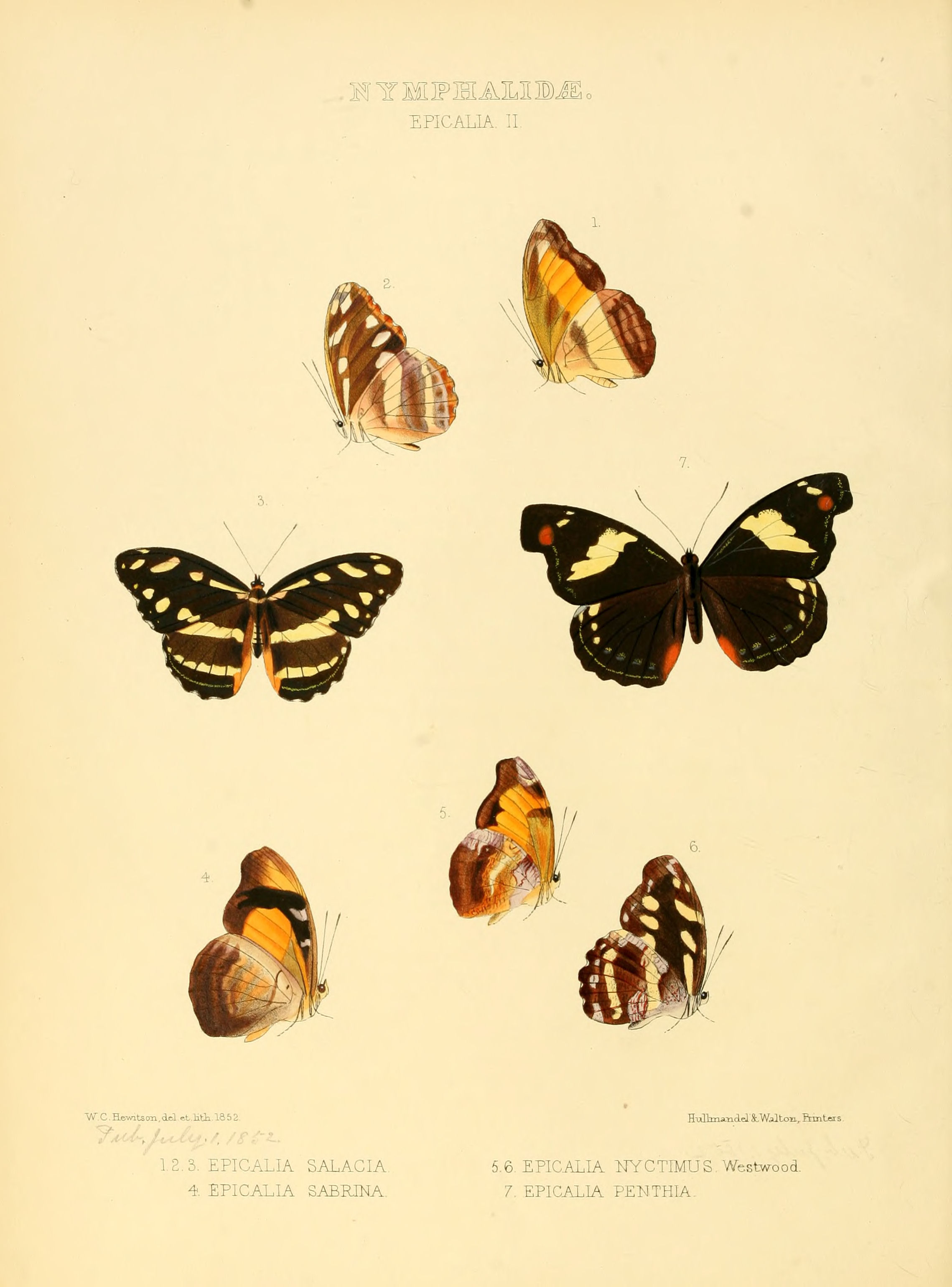